# The Woman in the House Across the Street from the Girl in the Window
The Woman in the House Across the Street from the Girl in the Window (abreviada como TWITHATSFTGITW) é uma minissérie americana de humor ácido criada por Rachel Ramras, Hugh Davidson e Larry Dorf. É estrelada por Kristen Bell, Michael Ealy, Tom Riley, Mary Holland, Cameron Britton, Shelley Hennig e Samsara Yett. Embora tenha elementos de suspense, é principalmente uma paródia de thrillers psicológicos de mistério. Foi lançada em 28 de janeiro de 2022 na Netflix e recebeu críticas mistas.

## Premissa
Uma mulher de coração partido chamada Anna (Kristen Bell) não tem certeza se testemunhou ou não um assassinato. Ela mistura álcool com medicamentos prescritos por seu terapeuta, tem alucinações frequentes e sofre de um medo paralisante da chuva (ombrofobia). Anna é isolada pelos membros de sua comunidade, incluindo seus novos vizinhos, e rotulada como "louca" pela polícia. Independentemente de ter ou não presenciado um assassinato, ela decide investigar por conta própria para descobrir a verdade. Porém, sua vida toma um rumo inesperado quando um vizinho bonitão se muda para a casa do outro lado da rua, trazendo novos mistérios e complicações para sua busca pelo que realmente aconteceu.

## Elenco e personagens

### Principal
- Kristen Bell como Anna Whitaker, uma pintora que decide dar uma pausa na carreira[4] para lidar com o luto pela morte de sua filha de oito anos, uma tragédia que também levou ao fim de seu casamento.[5] Anna sofre de um medo intenso de chuva e costuma misturar garrafas inteiras de vinho com seus medicamentos, o que provoca alucinações vívidas.[6][7] Ela passa o tempo cozinhando caçarolas de frango e lendo livros com títulos como The Woman Across the Lake e The Girl on the Cruise[8][9][10]
- Michael Ealy como Douglas Whitaker, o ex-marido de Anna, um psiquiatra forense e perfilador do FBI especializado em serial killers
- Tom Riley como Neil Coleman, o vizinho viúvo de Anna
- Mary Holland como Sloane, a amiga solidária de Anna e dona de uma galeria de arte local
- Cameron Britton como Buell, um faz-tudo amigável e de vida simples que está consertando a caixa de correio de Anna há anos[11][12]
- Shelley Hennig como Lisa, a namorada de Neil, que Anna acredita ter sido assassinada.[13] Mais tarde, é revelado que seu verdadeiro nome é Chastity Linkous[14]
- Samsara Yett como Emma Coleman, a filha de nove anos de Neil[15][16]

### Recorrente
- Brenda Koo como Carol, a vizinha crítica de Anna
- Christina Anthony como Detetive Becky Lane
- Benjamin Levy Aguilar como Rex, um stripper[17]

### Participação
- Appy Pratt como Elizabeth, a filha de 8 anos de Anna, que morreu em 2018
- Brendan Jennings como Massacre Mike, um serial killer canibal que assassinou Elizabeth[7][14]
- Janina Gavankar como Meredith, a esposa de Neil que morreu alguns meses antes de ele se mudar para a casa em frente à de Anna
- Nitya Vidyasagar como Hillary, irmã de Meredith
- Nicole Pulliam como Claire, colega de trabalho de Douglas
- Lyndon Smith como Sra. Patrick, uma professora assassinada[16] No episódio final, há participações especiais de Jim Rash como um comissário de bordo e Glenn Close como uma empresária no voo.[18]

## Episódios
| N.º na série | N.º na temp. | Título                   | Dirigido por    | Escrito por                                | Lançamento            |
| --- | ------------ | ------------------------ | --------------- | ------------------------------------------ | --------------------- |
| 1 | 1            | "Episode 1" "Episódio 1" | Michael Lehmann | Rachel Ramras & Hugh Davidson & Larry Dorf | 28 de janeiro de 2022 |
| Anna, uma mulher divorciada que vive em Canterbury Hill, começa a ouvir vozes estranhas em sua casa, vindas do sótão, o que a faz acreditar na existência de monstros. Ela tem o hábito de quebrar travessas de caçarola de frango que prepara e frequentemente desmaia bêbada no sofá. Certa manhã, pela janela, ela vê seu novo vizinho atraente, Neil, levando sua filha Emma para a escola. Enquanto alucina com sua filha falecida, Elizabeth, Anna decide ir até a escola para deixá-la lá, como se ainda estivesse viva. Ela cancela um encontro às cegas arranjado por sua vizinha Carol e visita o túmulo de Elizabeth para falar sobre seus novos vizinhos. Na lápide, lê-se: "Se o amor pudesse salvá-la, você viveria para sempre". No dia seguinte, Emma vai até Anna para vender chocolates. Mais tarde, Neil ajuda Anna após ela desmaiar e descobre que ela tem um medo irracional de chuva. Depois disso, Anna alucina que está tendo relações sexuais com Neil. No dia seguinte, ela se aproxima mais dele e de Emma quando eles a convidam para jantar. |              |                          |                 |                                            |                       |
| 2 | 2            | "Episode 2" "Episódio 2" | Michael Lehmann | Rachel Ramras & Hugh Davidson & Larry Dorf | 28 de janeiro de 2022 |
| Anna fica surpresa e chateada ao descobrir que Neil tem uma namorada, Lisa. Durante uma ligação, seu terapeuta a aconselha a parar de misturar pílulas com vinho, mas Anna ignora o conselho. Ela revela que seu ex-marido, Douglas, levou sua filha Elizabeth para uma investigação em uma prisão, onde Elizabeth foi assassinada e devorada por um prisioneiro canibal. Sua amiga Sloane sugere que Anna volte a pintar para sua galeria de arte. Anna tenta, mas acaba rasgando a tela com sua faca de paleta. Ela ouve Carol falando sobre seus vícios e a assusta com a faca. Sentindo-se abalada, Anna visita novamente o túmulo de Elizabeth, onde agora lê-se: "No céu, você pode dançar como se ninguém estivesse olhando". Em seguida, começa a stalkear Lisa no Instagram e acredita que ela está traindo Neil com um homem chamado Rex. Anna entra em contato com Rex pelo Instagram e, ao olhar pela janela, vê Lisa sendo assassinada dentro da casa de Neil. Desesperada, ela tenta correr para ajudar, mas desmaia na chuva. |              |                          |                 |                                            |                       |
| 3 | 3            | "Episode 3" "Episódio 3" | Michael Lehmann | Rachel Ramras & Hugh Davidson & Larry Dorf | 28 de janeiro de 2022 |
| A detetive Lane atende ao chamado de emergência de Anna, mas informa que não há evidências de um assassinato. Determinada a resolver o mistério por conta própria, Anna invade a casa de Neil e encontra um dos brincos de Lisa. Neil a descobre e ordena que ela fique longe, alegando que Lisa, que é comissária de bordo, foi para Seattle. Ele ainda mostra mensagens de texto de Lisa para provar sua versão. Apesar de Neil estar ciente dos problemas de Anna com álcool e alucinações, Emma continua vendendo chocolates para ela. A pedido de Sloane, Anna entra para um grupo de apoio. No aeroporto, ela descobre que a companhia aérea de Lisa não voa para Seattle e relata suas descobertas a Lane, que não acredita nela. Lane revela que, quando era uma detetive iniciante, trabalhou no caso de "Massacre Mike", o prisioneiro acusado de matar e comer pessoas, e lamenta não tê-lo matado antes de Elizabeth se tornar sua vítima. Anna recebe uma ameaça de morte com a mensagem: "Pare ou você será a próxima". Continuando a desconfiar de Neil, ela usa as credenciais do FBI de Douglas para solicitar os perfis de Lisa e Rex.                                                        |              |                          |                 |                                            |                       |
| 4 | 4            | "Episode 4" "Episódio 4" | Michael Lehmann | Rachel Ramras & Hugh Davidson & Larry Dorf | 28 de janeiro de 2022 |
| Anna investiga o passado de Neil e descobre que ele foi suspeito no caso da morte de sua esposa, Meredith, que se afogou. Ela visita Hillary, irmã de Meredith, e também fica sabendo que a professora de Emma, Srta. Patrick, morreu durante uma excursão escolar para um farol, 12 dias após o funeral de Meredith. Anna visita a escola e o farol, descobrindo que Neil foi um dos acompanhantes da viagem, o que aumenta suas suspeitas. Ao retornar, Anna vê uma babá na casa de Neil e o observa saindo com uma bolsa grande. Convencida de que a bolsa contém o corpo de Lisa, ela o segue. Neil a flagra, explica que é ventríloquo e pede que ela mantenha isso em segredo. Quando Anna chega em casa, recebe uma ligação do FBI com informações sobre Rex, que, de repente, aparece em sua casa. |              |                          |                 |                                            |                       |
| 5 | 5            | "Episode 5" "Episódio 5" | Michael Lehmann | Rachel Ramras & Hugh Davidson & Larry Dorf | 28 de janeiro de 2022 |
| Rex ameaça Anna e a força a enviar uma mensagem ao ex-marido, pedindo que ele faça um desvio para atrasar sua chegada. Anna exige explicações de Rex, que revela que Lisa, a quem ele conhece como Chastity, era uma bartender no clube onde ele trabalhava como stripper. Chastity recrutou Rex para um esquema de fraude contra homens ricos, sendo Neil, um viúvo rico, o último alvo. Rex tentou desistir quando descobriu que Neil tinha uma filha, mas Chastity o ameaçou, dizendo que colocaria a culpa nele. Ela cortou contato abruptamente, levando Rex a suspeitar que Anna estava envolvida. Neil consegue uma ordem de restrição contra Anna, e Douglas chega preocupado com sua situação. Anna não menciona Rex e vê uma mulher no carro de Douglas. Após Anna dizer a Rex que está divorciada, os dois sentem empatia um pelo outro e acabam transando. Enquanto isso, o corpo de Chastity é encontrado em pedaços. |              |                          |                 |                                            |                       |
| 6 | 6            | "Episode 6" "Episódio 6" | Michael Lehmann | Rachel Ramras & Hugh Davidson & Larry Dorf | 28 de janeiro de 2022 |
| Na manhã seguinte, a polícia prende Rex pelo assassinato de Chastity. Apesar de insistir em sua inocência, Lane mostra a Anna uma gravação interceptada em que Rex ameaça matar Chastity. Horrorizada, Anna decide mudar de vida, livrando-se de todo o vinho e dos comprimidos. Ela aproveita um dia relaxante com Sloane, que está sendo considerada para um emprego em uma galeria de arte em SoHo. Anna também ajuda Buell, aplicando um curativo em um ferimento, e depois visita o túmulo de Elizabeth em seu aniversário. A lápide agora traz a frase: "Não há 'eu' no Paraíso". No local, ela encontra um cartão de aniversário deixado por Douglas e se depara com Neil e Emma, que acabaram de voltar do funeral de Chastity. De volta à sua casa, Anna tenta pintar novamente, mas é interrompida por Lane, que informa que Rex foi liberado após a polícia encontrar a arma do crime: uma espátula de pintura idêntica à de Anna. Durante uma busca na casa, a polícia encontra um retrato de Anna, Emma e Neil intitulado "A Família Perfeita", que Anna não lembra de ter pintado. Ela, então, é presa.                                                                                           |              |                          |                 |                                            |                       |
| 7 | 7            | "Episode 7" "Episódio 7" | Michael Lehmann | Rachel Ramras & Hugh Davidson & Larry Dorf | 28 de janeiro de 2022 |
| Na prisão, Lane interroga Anna, que não se lembra de ter matado Chastity. Anna compartilha sua história como uma artista que passou dificuldades até encontrar sucesso ao pintar seu cachorro como Mona Lisa, e depois começou a transformar os cães das pessoas em obras de arte. Durante a gravidez, quando ficou em repouso por três meses, Douglas contratou Buell para construir um cavalete personalizado para ela, e foi nesse período que ela começou a pintar buquês de flores. Após as impressões digitais de Anna serem coincidentemente encontradas na espátula, ela começa a ter alucinações de ter esfaqueado Lisa e sonha com o segundo casamento de Douglas com a mulher que ela viu mais cedo com ele. No dia seguinte, Sloane paga a fiança de Anna com um empréstimo de US$ 500.000. Neil exige que Anna se afaste. Anna liga para sua terapeuta, que é revelada como sendo Douglas. No sótão, ela encontra uma pintura rasgada de Chastity e descobre um cômodo inteiro. Ela percebe que Buell, que estava morando ali, poderia ter sido o responsável pela morte de Chastity. Da janela, Anna vê Buell com um martelo de unha, se dirigindo para a casa de Neil.                           |              |                          |                 |                                            |                       |
| 8 | 8            | "Episode 8" "Episódio 8" | Michael Lehmann | Rachel Ramras & Hugh Davidson & Larry Dorf | 28 de janeiro de 2022 |
| Correndo atrás de Buell para salvar Emma, Anna luta contra seu medo da chuva. Ela encontra inesperadamente Buell gravemente ferido e Neil morto, assassinado por Emma, a verdadeira mente por trás dos crimes. Emma então revela que esfaqueou seu pai porque não gostava do seu ventriloquismo. Ela também esfaqueou Lisa por não ter comprado os chocolates dela e incriminou Anna. Emma matou sua mãe grávida porque não queria um irmão e também matou sua professora, de quem não gostava. Após uma luta sangrenta, Anna mata Emma em legítima defesa, e Douglas chega. No hospital, Lane e Carol se desculpam com Anna por não acreditarem nela. Dias depois, Anna permite que Buell, que sobreviveu, continue morando em seu sótão. Sloane organiza uma exposição bem-sucedida e recebe uma oferta de trabalho em Nova York. Douglas e Anna se reconciliam sob a chuva, enquanto ele compra uma de suas pinturas. Um ano depois, Anna, que tem uma filha recém-nascida com Douglas, pega um voo para Nova York para visitar Sloane. Ela encontra uma mulher aparentemente morta no voo, mas o comissário afirma que não havia ninguém e o corpo desaparece, deixando Anna mergulhar em mais um mistério. |              |                          |                 |                                            |                       |

## Produção

### Desenvolvimento
Em 20 de outubro de 2020, a Netflix deu a produção uma encomenda de uma minissérie com oito episódios. Foi criada por Rachel Ramras, Hugh Davidson e Larry Dorf, e tem como produtores executivos Kristen Bell (que também protagoniza), Will Ferrell, Jessica Elbaum e Brittney Segal. A produção é realizada pela Gloria Sanchez Productions. Os criadores tiveram que cancelar diferentes ideias em seus rascunhos para garantir um ambiente de filmagem seguro durante a pandemia de COVID-19, e Ferrell supervisionou o trabalho on-line por meio de conversas via Zoom. Em dezembro de 2021, a série recebeu uma data de estreia para 28 de janeiro de 2022 e um novo título: The Woman in the House Across the Street from the Girl in the Window.

### Seleção de elenco
Em 19 de fevereiro de 2021, Tom Riley se juntou ao elenco principal. Em 2 de março de 2021, Mary Holland, Shelley Hennig, Christina Anthony, Samsara Yett, Cameron Britton e Benjamin Levy Aguilar foram confirmados em papéis de destaque. Em 10 de novembro de 2021, foi anunciado que Michael Ealy havia sido escalado para um dos papéis principais. Glenn Close revelou que aceitou participar da série com apenas uma solicitação, mesmo antes da história de sua personagem ser definida.

### Filmagens
As filmagens ocorreram em Los Angeles entre março e maio de 2021.
Durante as gravações, foi usado chá de hibisco no lugar de vinho tinto. Kristen Bell e Michael Ealy gravaram uma sequência de dança de cinco minutos que acabou sendo cortada na versão final. Bell e Samsara Yett realizaram grande parte de sua cena de luta sozinhas, embora tenham contado com dublês para algumas partes específicas. As cenas de chuva exigiram que Bell atuasse em temperaturas de 10 °C. Embora Bell tenha afirmado não ter ideia sobre uma possível sequência após o cliffhanger final, os criadores sugeriram estar discutindo essa possibilidade, especialmente quando questionados sobre a participação de Close.
A série é inspirada em The Woman in the Window, de A. J. Finn; The Girl on the Train, de Paula Hawkins; Rebecca, de Daphne du Maurier; Rear Window, de Alfred Hitchcock; e Sharp Objects, de Gillian Flynn. O papel de detetive de Kristen Bell também foi inspirado por sua personagem anterior, Veronica Mars. Além disso, Bell gravou uma versão da canção infantil "Rain Rain Go Away" para o tema de abertura.

## Lançamento
Em 8 de dezembro de 2021, a série recebeu a data de estreia para 28 de janeiro de 2022 e um novo título: The Woman in the House Across the Street from the Girl in the Window. Bell revelou que defendeu o título quando a Netflix quis encurtá-lo. Após o lançamento, a série liderou o ranking da Netflix nos Estados Unidos entre 30 de janeiro e 3 de fevereiro.

## Recepção

### Resposta da crítica
No site agregador de críticas Rotten Tomatoes, 54% das 57 análises dos críticos são positivas, com uma avaliação média de 5,9/10. O consenso do site diz: "Se essa paródia de romances policiais sofre por ser tão arrastada quanto seu título enorme, pelo menos Kristen Bell consegue ser uma companhia deliciosamente impassível." O Metacritic, que utiliza uma média ponderada, deu a série uma pontuação de 49 de 100 com base em 21 críticos, indicando "críticas mistas ou médias". Chitra Ramaswamy, escrevendo para o The Guardian, deu à série duas estrelas de cinco, criticando a confusão tonal como "ridícula no melhor dos casos e, no pior, perturbadora", resumindo-a como "nenhum pouco engraçada, apenas horrível".